# Humiliation publique
L'humiliation publique est une forme de punition dont la principale caractéristique est de déshonorer une personne, généralement un délinquant ou un prisonnier, dans un lieu public. Elle fut régulièrement utilisée comme une forme de punition sanctionnée par la justice au cours des siècles précédents, et elle est toujours pratiquée de différentes manières à l'époque moderne.
Aux États-Unis, c'était une punition courante depuis le début de la colonisation européenne jusqu'au XIXe siècle. Elle est tombée hors d'usage au XXe siècle bien qu'elle ait connu un renouveau à partir des années 1990,.
Cela inclut une variété de méthodes, plus souvent celle plaçant un criminel au centre d'une ville et laissant la population locale exhiber une forme d'ochlocratie sur l'individu.

## Exemples

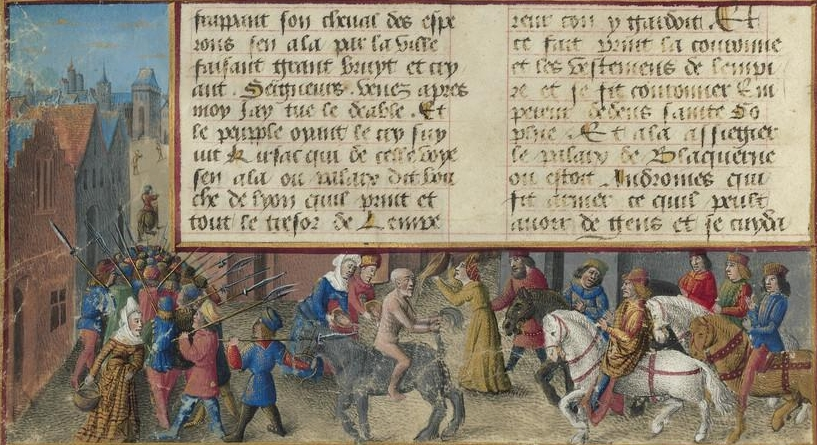
Humiliation of Andronikos Komnenos, Passages d'Outremer, S. Mamerot de Soissons, 1474.
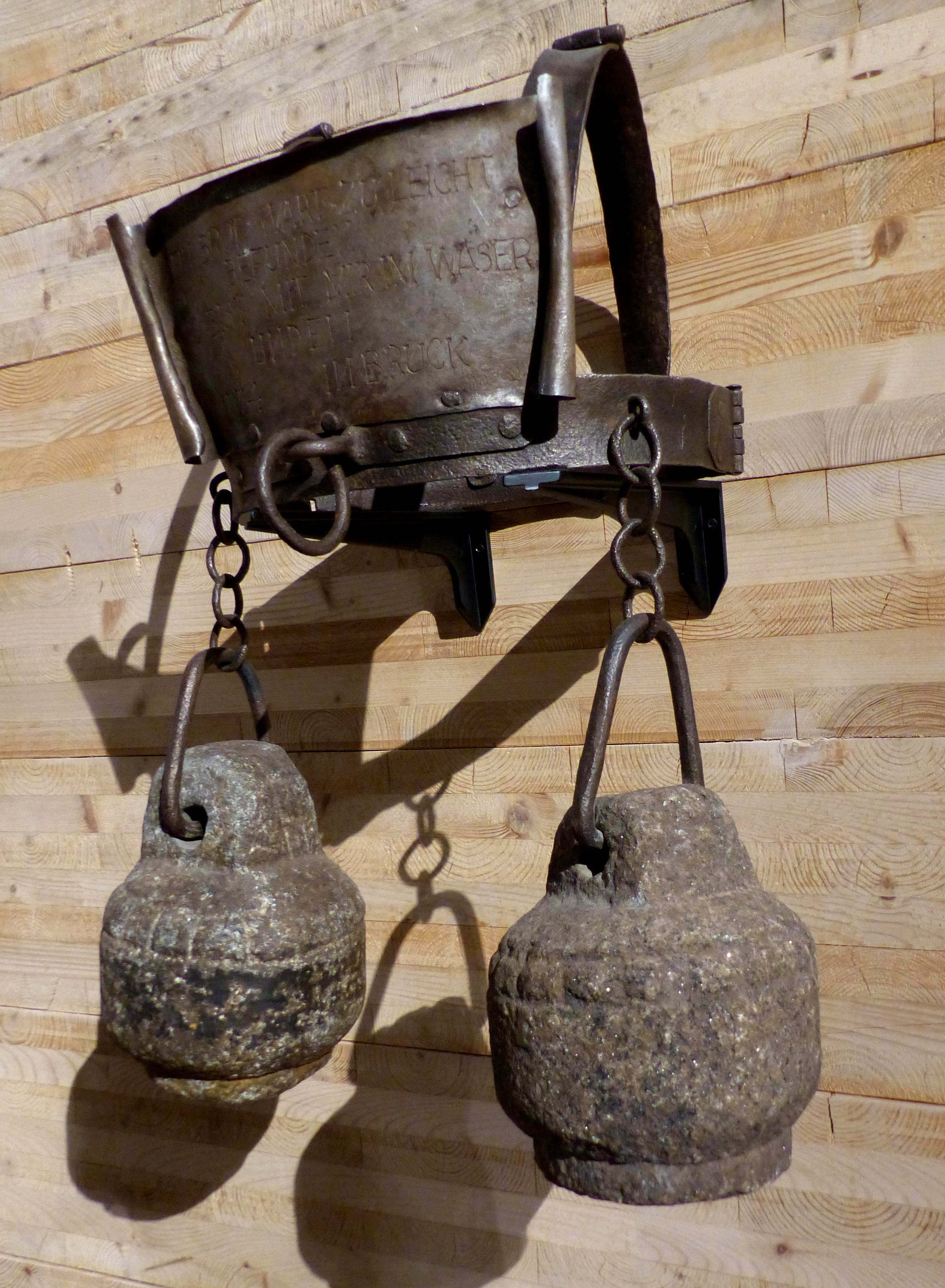
Instruments d'humiliation publique pour les fraudeurs, Autriche.
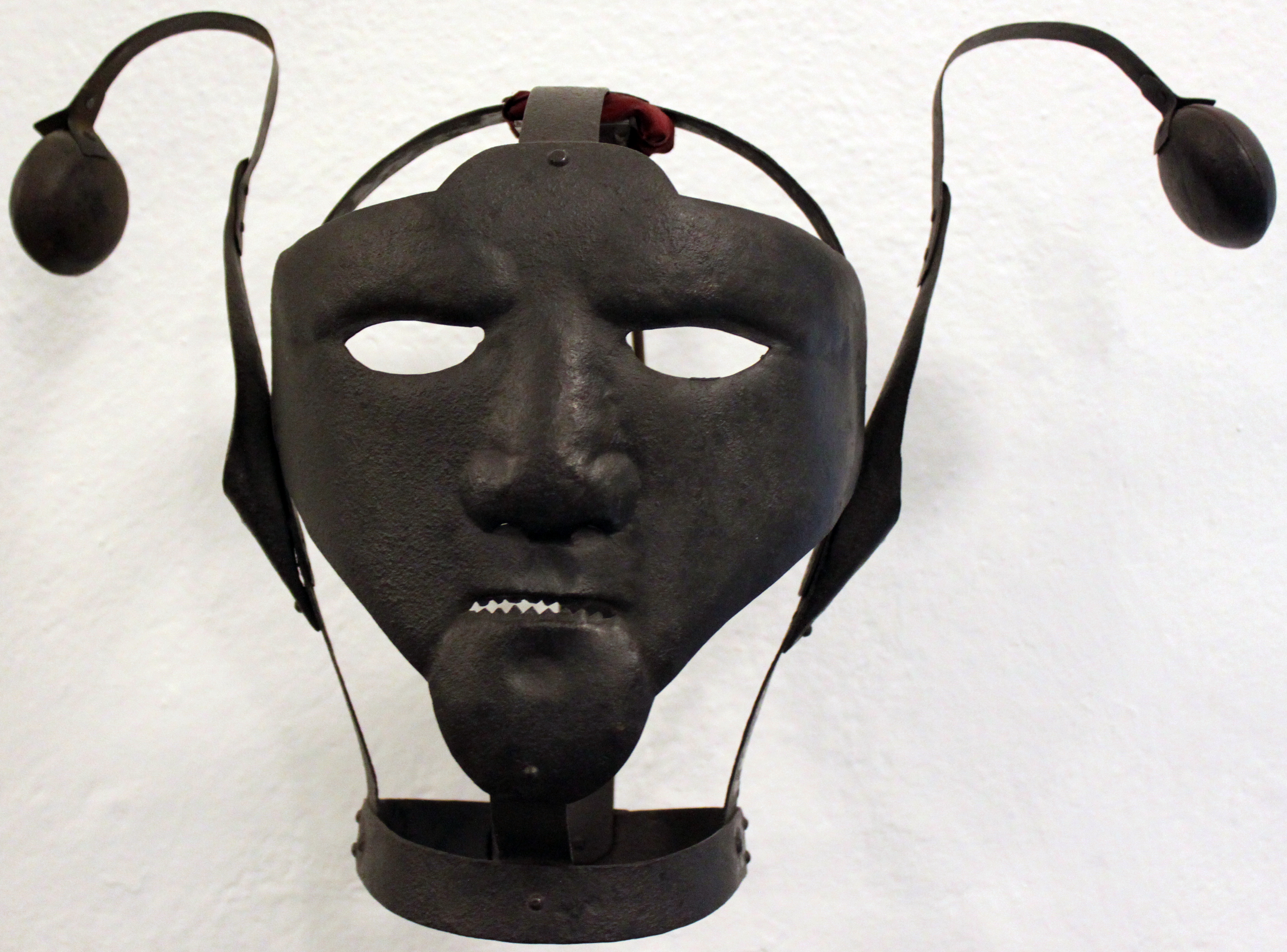
Masque de honte du XVIIIe siècle, musée de la Marche de Brandebourg, Berlin.
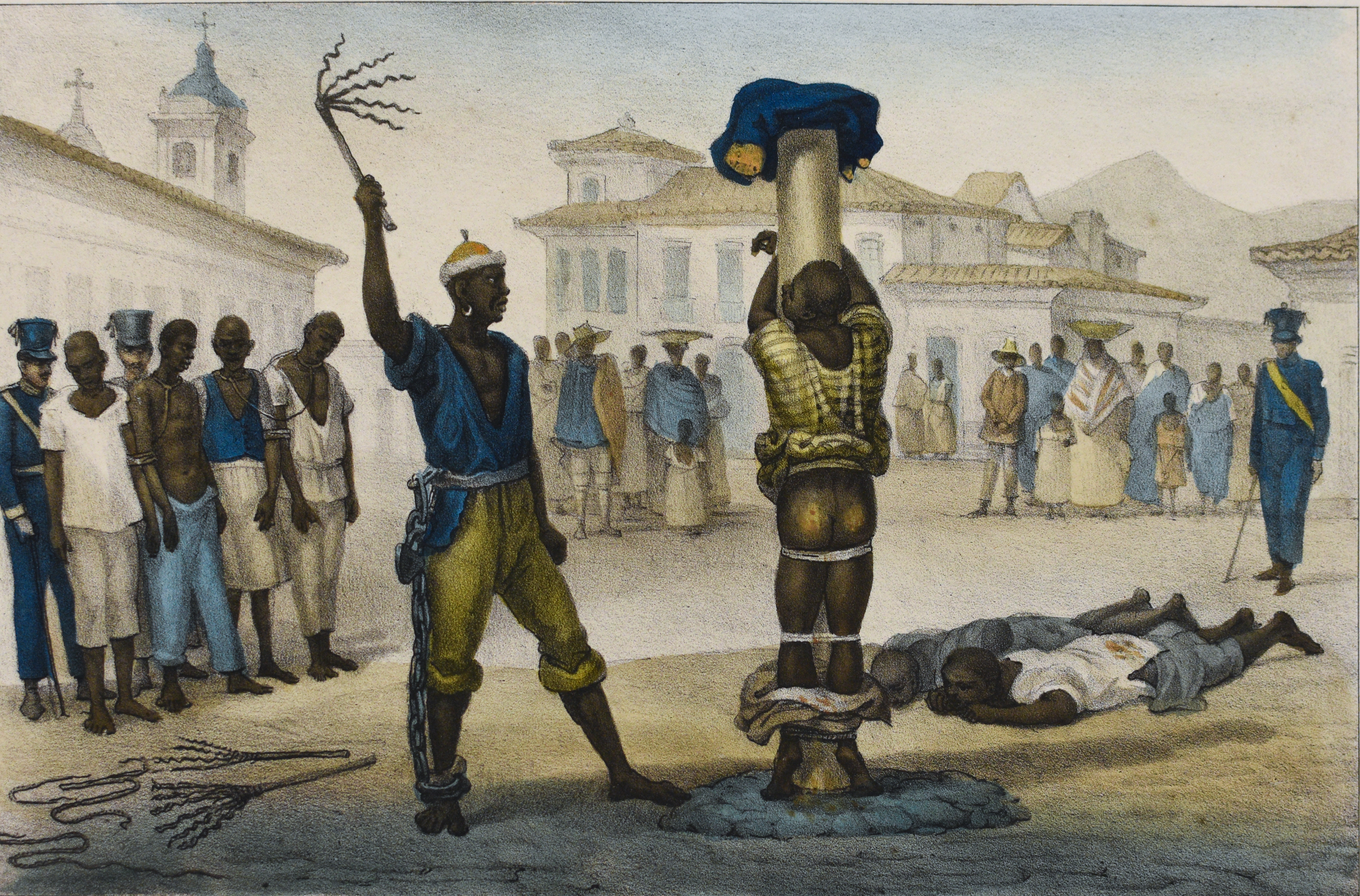
Supplice du fouet, Brésil, XIXe siècle.
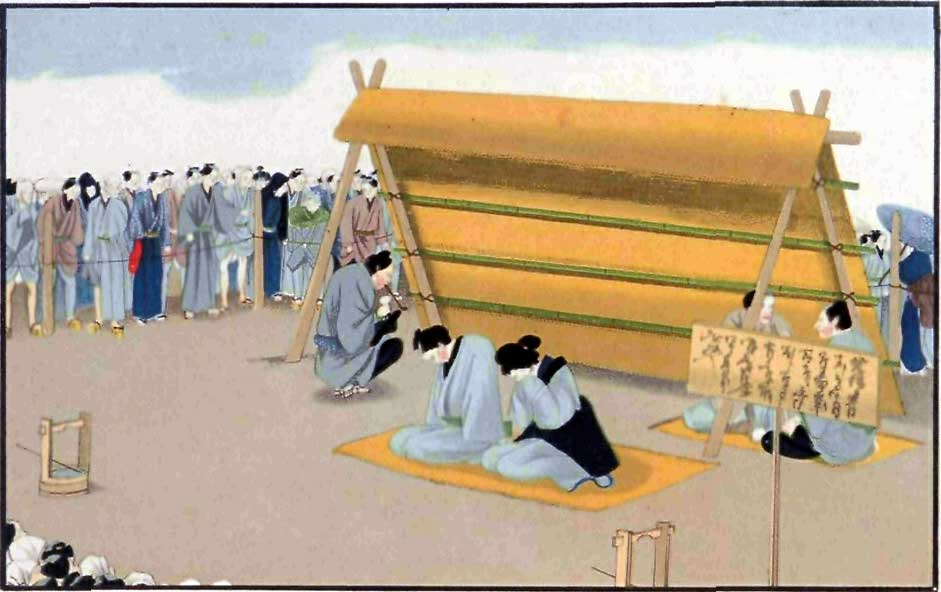
Exposition publique d'un couple adultère, Japon, vers 1860.
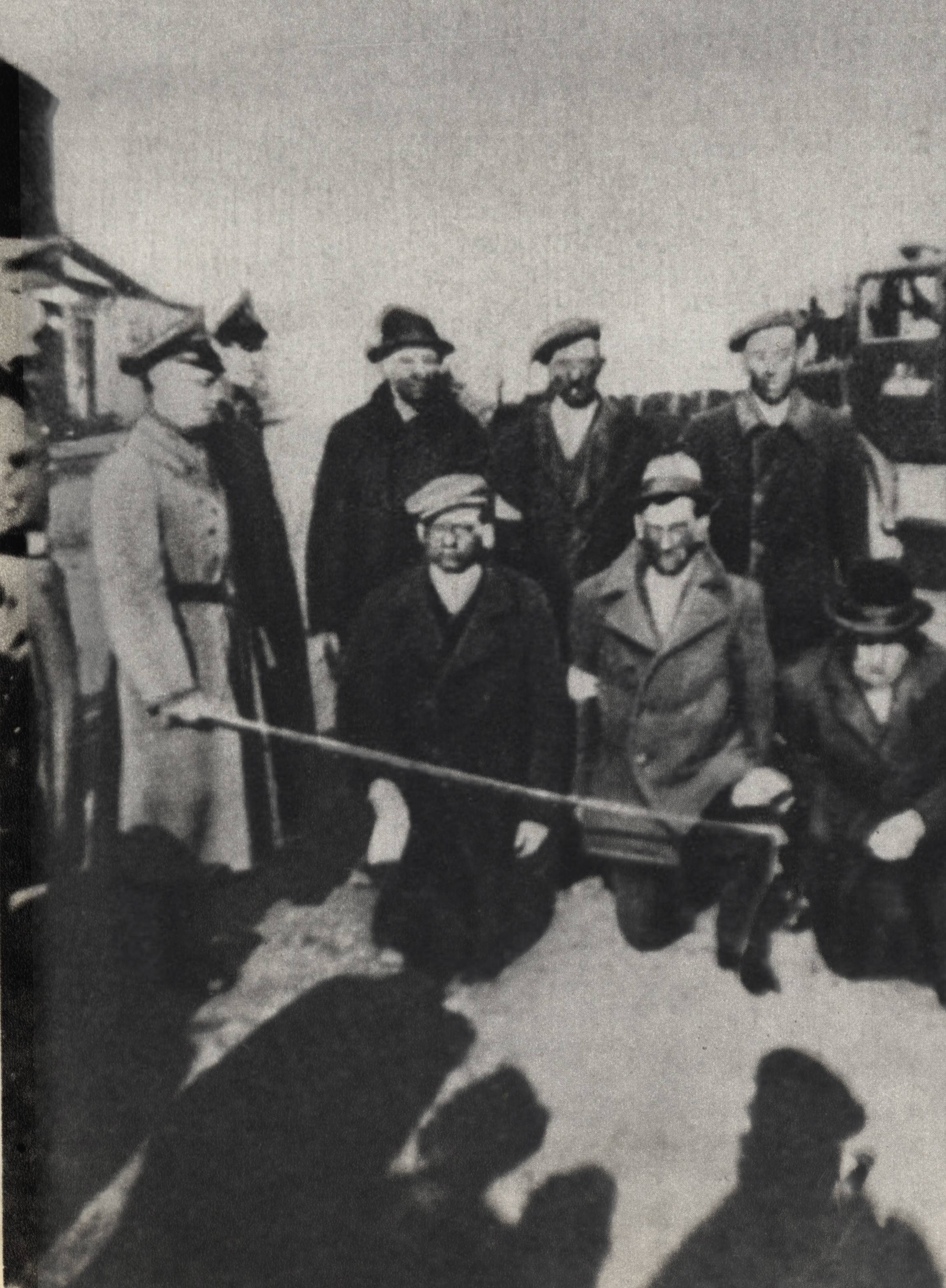
Juifs humiliés (et torturés) par la police allemande, ghetto de Tarnow, Pologne, v. 1939-1945.
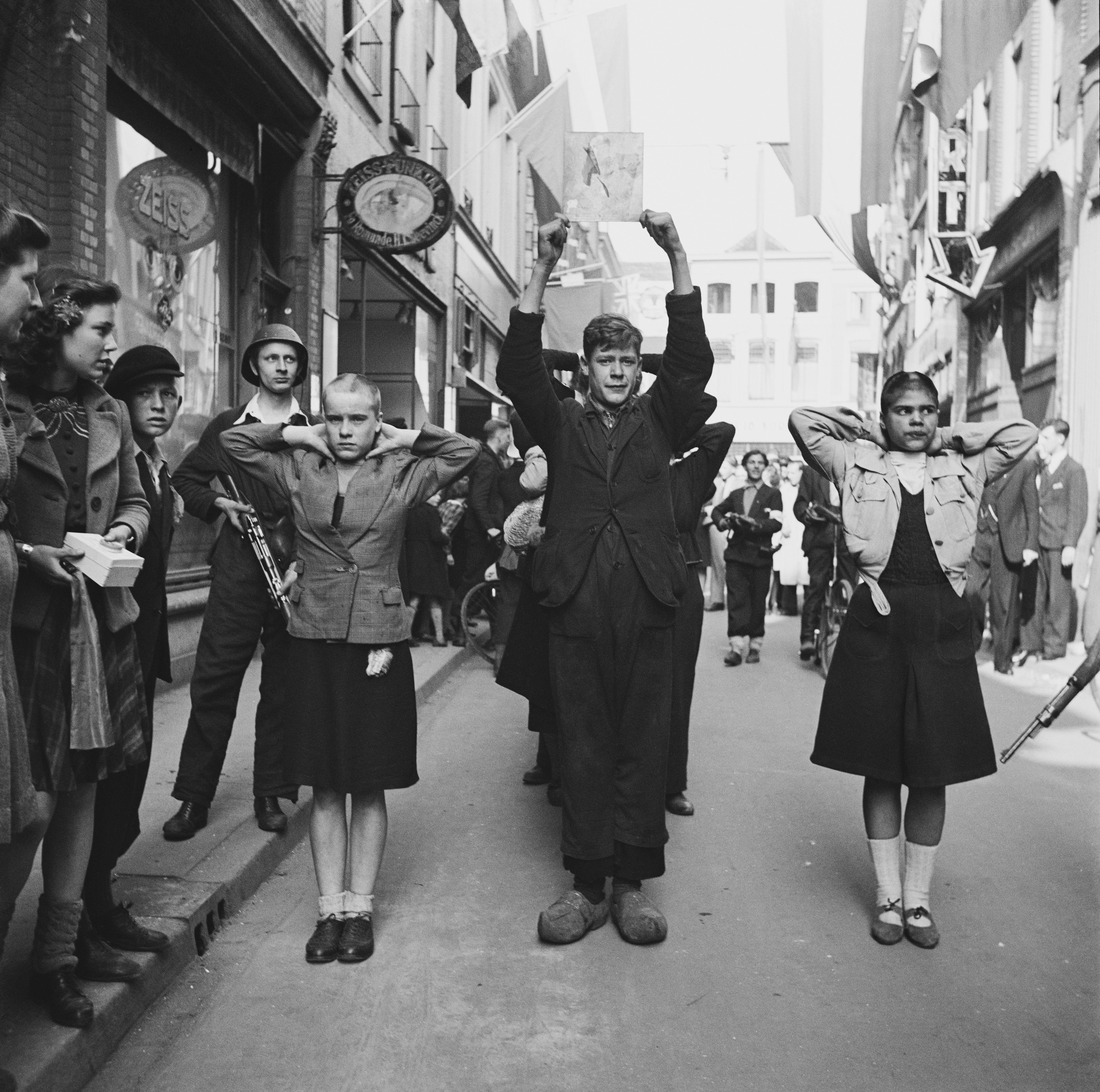
Femmes rasées et défilé dans les rues de collaborateurs ou membres du NSB (Dutch national socialist party), Pays-Bas, 11 avril 1945.
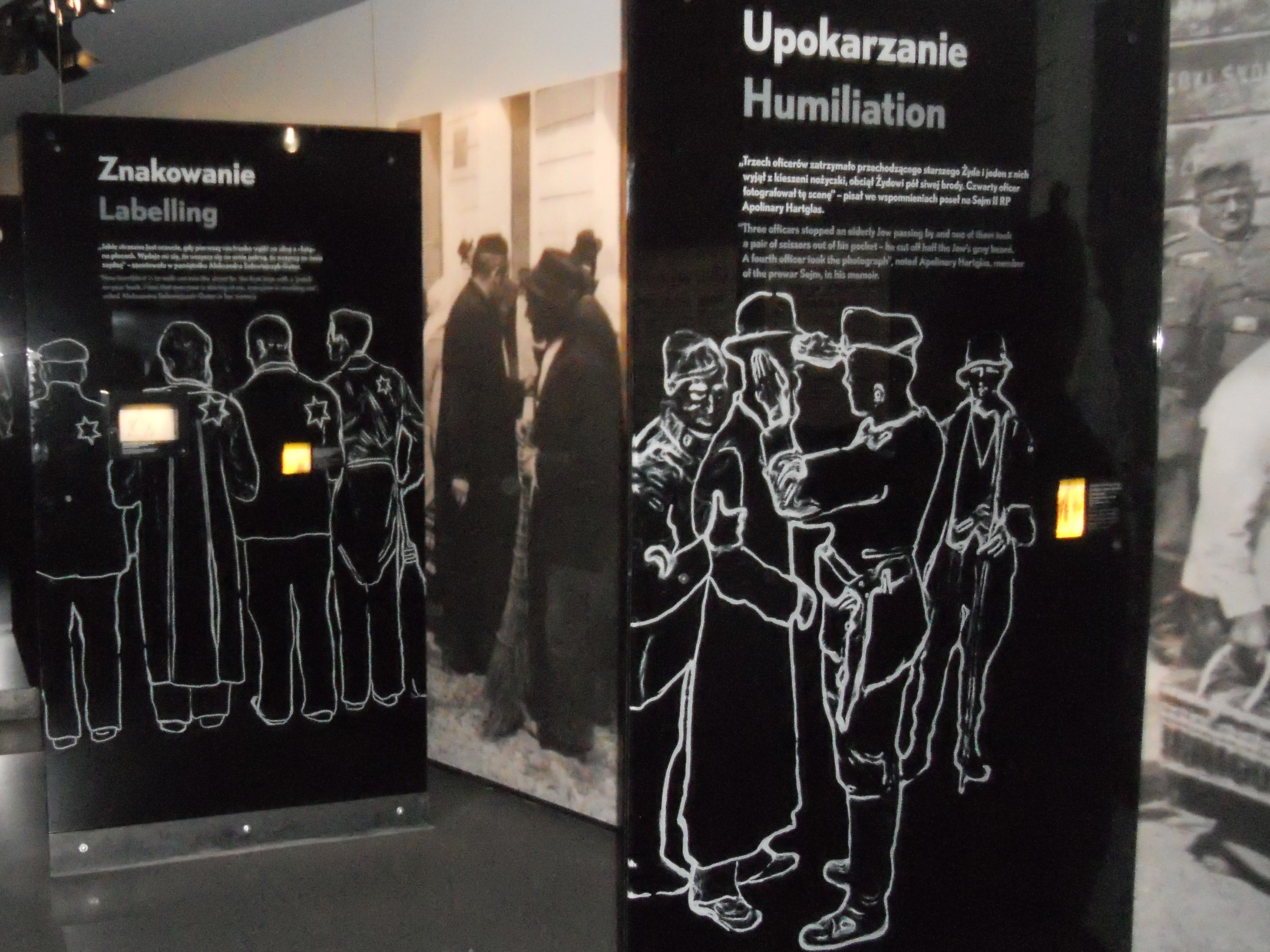
Exposition sur l'humiliation en Pologne.
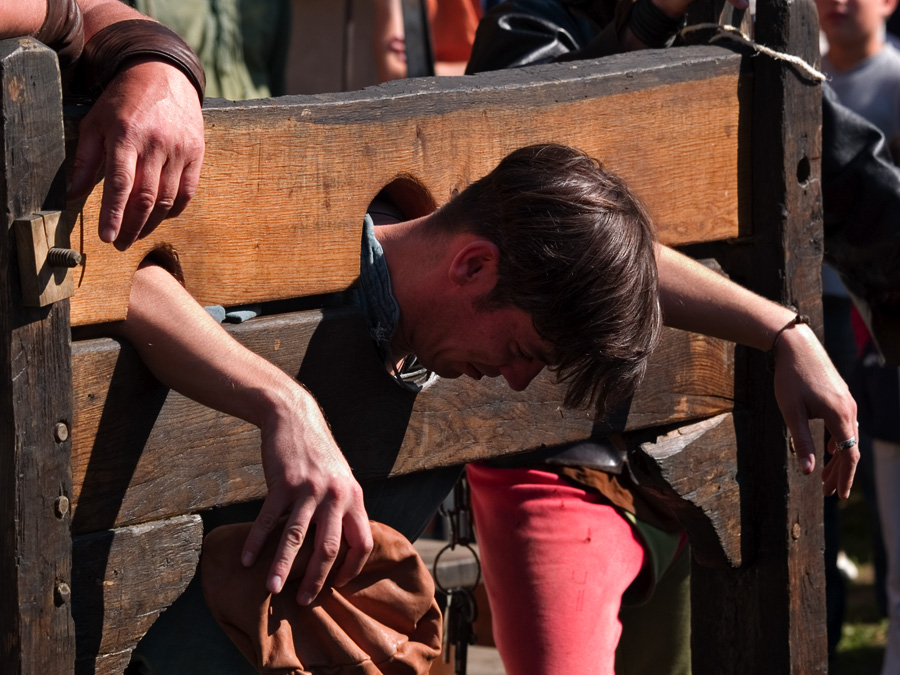
Punition par pilori.